# Neolamprologus multifasciatus
Neolamprologus multifasciatus — вид цихлових роду Neolamprologus, ендемік озера Танганьїка.

## Опис
Самці досягають п'яти сантиметрів завдовжки, а самки — лише 2,5 см. Це робить їх одним з найменших видів цихлід у світі.
Природне середовище мешкання цих риб — вкрите раковинами молюсків роду Neothauma дно озера Танганьїка, де вони утворюють величезні колонії, часто з понад тисячі особин.
Тіло Neolamprologus multifasciatus блідо-білого кольору з чорними поздовжніми вертикальними смугами.
Їхня унікальна поведінка пов'язана із близькістю до узбережжя.
Вид моногамний, а це значить, що розведення надскладне або навіть неможливе.

## Утримання
В акваріумній торгівлі N. multifasciatus широко відомий як «multies» і користується середньою популярністю. Вони не так популярні, як більш великі цихліди, але вони придатні для невеликих акваріумів, а їх продуктивність сприяє тому, що вони завжди широко доступні.